# Cartelul Medellín
Cartelul Medellín (în spaniolă: Cartel de Medellín) a fost un puternic și foarte organizat cartel columbian de droguri și organizație criminală de tip terorist, originar din orașul Medellín, Columbia, fondat și condus de Pablo Escobar. Cartelul drogurilor a funcționat din 1972 până în 1993 în Bolivia, Columbia, Panama, America Centrală, Peru, Statele Unite (care includea orașe precum Los Angeles și Miami), precum și în Canada. Deși organizația și-a început activitatea ca o rețea de contrabandă la începutul anilor 1970, abia în 1976 organizația a trecut la traficul de cocaină. La apogeul operațiunilor sale, Cartelul Medellín introducea săptămânal câteva tone de cocaină în țări din întreaga lume și aducea zilnic profit de până la 60 de milioane de dolari SUA. Deși este cunoscută pentru faptul că a dominat comerțul ilegal cu cocaină, organizația, în special în ultimii ani de existență, a fost remarcată și pentru utilizarea violenței în scopuri politice și pentru războiul asimetric împotriva guvernului columbian, cu precădere sub formă de bombardamente, răpiri, asasinări ale polițiștilor și politicienilor. La apogeul său, Cartelul Medellín era cel mai mare cartel de droguri din lume și făcea contrabandă cu de trei ori mai multă cocaină decât principalii lor concurenți: Cartelul Cali, o organizație internațională de trafic de droguri cu sediul în departamentul Valle del Cauca din Columbia. În acea perioadă, Cartelul Medellín genera peste 20 de miliarde de dolari anual.